# Beno Udrih
Beno Udrih (ur. 5 lipca 1982 w Celje) – słoweński koszykarz, grający na pozycji rozgrywającego, dwukrotny mistrz NBA.
Karierę zaczynał w 1997 w słoweńskiej drugiej lidze. Grając w ojczyźnie reprezentował również barwy Olimpiji Lubljany. W sezonie 2002/03 był zawodnikiem Maccabi Tel Awiw. W następnym roku grał w lidze rosyjskiej oraz włoskiej. Do NBA trafił w 2004 roku, kiedy to został wybrany z 28 numerem draftu 2004 przez San Antonio Spurs. Wraz ze Spurs wywalczył tytuły mistrzowskie w 2005 oraz 2007 roku. 27 października 2007 został oddany do Minnesota Timberwolves, którzy natychmiast rozwiązali z nim kontrakt. 2 listopada podpisał kontrakt z Sacramento Kings, gdzie miał być zastępstwem dla kontuzjowanego Mike'a Bibby'ego.
9 lipca 2008 Udrih podpisał 5-letni kontrakt z drużyną z Sacramento.
23 czerwca 2011, Udrih trafił do Milwaukee Bucks w ramach trójstronnej wymiany pomiędzy Bucks, Kings i Charlotte Bobcats.
21 lutego 2013, w ostatni dzień okienka transferowego, Udrih, wraz z Tobiasem Harrisem i Doronem Lambem, został wytransferowany do Orlando Magic w zamian za J.J. Redicka, Gustavo Ayóna i Isha Smitha.
8 sierpnia 2013 Udrih podpisał roczny kontrakt z New York Knicks. 24 lutego 2014 Knicks wykupili jego kontrakt.
27 lutego 2014 Udrih został graczem Memphis Grizzlies po tym, jak Grizzlies przejęli jego wykupiony kontrakt z Knicks.
Występuje w reprezentacji Słowenii, brał udział m.in. w MŚ 2006.
10 listopada 2015 Memphis Grizzlies wymieniło go do Miami Heat wraz z Jarnellem Stokesem w zamian za Jamesa Ennisa i Mario Chalmersa. 29 lutego 2016 roku został zwolniony przez klub Heat. 17 sierpnia 2016 roku przedłużył umowę z klubem Heat.
25 września 2017 przedłużył umowę z Detroit Pistons.
28 listopada 2021 ogłosił oficjalne zakończenie kariery zawodniczej.

## Osiągnięcia
Na podstawie, o ile nie zaznaczono inaczej.
NBA
- Mistrz NBA (2005, 2007)[16]
- Uczestnik Rising Stars Challenge (2005)
- Debiutant miesiąca (grudzień 2004)

Europa
- Mistrz:
  - Ligi Adriatyckiej (2002)
  - Słowenii (2001, 2002)
  - Izraela (2003)
  - Litwy (2018)
- Wicemistrz:
  - Ligi Adriatyckiej (2003)
  - Słowenii (1998)
- Zdobywca pucharu:
  - Słowenii (2001, 2002)
  - Litwy (2018)
  - Izraela (2003)
  - Gloria Cup (2018)

Reprezentacja
- Uczestnik mistrzostw:
  - Europy (2001 – 15. miejsce, 2003 – 10. miejsce, 2005 – 6. miejsce)
  - świata (2006 – 12. miejsce)
  - Europy U–18 (2000 – 9. miejsce)
  - Europy U–20 (2002 – 6. miejsce)